# Sega Rally Revo
Sega Rally Revo (также известна просто как Sega Rally в России и Европе) — аркадная гоночная игра, изданная японской компанией Sega в 2007 году. Является четвёртой игрой в серии Sega Rally.

## Игровой процесс
Цель игры — участвовать и побеждать в заездах по ралли. В игре имеется четыре режима — карьера (чемпионат), заезд на время, быстрая гонка и многопользовательская игра. Соревнования проходят в трех классах автомобилей. Каждый этап состоит из нескольких заездов/турниров. Условие продвижения вверх — наличие определенного количества очков, выдающихся за победу.
Многопользовательский режим позволяет проводить гонки двум игрокам в режиме разделённого экрана, а в сетевом мультиплеере могут участвовать до шести игроков.
Из нововведений появилась динамическая трансформация трассы (покрытие деформируется от воздействия на него автомобилем).
Версия для PlayStation Portable, разработанная финской студией Bugbear Entertainment, не содержит трасс из старшей версии; вместо этого, для данной версии были сделаны свои трассы. В этой версии были упрощены визуальная часть, а также управление из-за малого количества кнопок на портативной консоли. 

### Машины и трассы
Всего в игре 34 автомобиля, которые разделены на 3 группы: Премьер-класс (автомобили 4WD), Модифицированный класс (автомобили 2WD и Super 2000) и Мастер-класс (в основном классические раллийные автомобили). В каждом классе есть несколько бонусных автомобилей, например, «Дакар», горные машины, багги и т. д., которые могут быть разблокированы за очки которые можно набирать по мере прохождения режима чемпионата, а также общий бонусный автомобиль, который можно получить, пройдя режим чемпионата на 100 %. Небонусные автомобили имеют по 3 варианта окраски и по 2 варианта настроек. Это либо внедорожный вариант, обеспечивающий лучшее сцепление с более скользким покрытием, либо асфальтовый, с более высокой максимальной скоростью и большим сцеплением с твердым покрытием. Для каждого из покрытий есть три трассы (некоторые из них можно проходить в зеркальном направлении и в разное время суток), за исключением бонусного Lakeside, где имеется только одна гоночная трасса. Все они также открываются по мере прохождения режима чемпионата.

## Выпуск
Sega Rally Revo была выпущена в 2007 году; 27 сентября в Австралии и 28 сентября в Европе и России; локализацией игры на русский язык и её распространением на территории России занималась компания «СофтКлаб». Демоверсия была выпущена в Xbox Live 18 сентября и в PlayStation Network 20 сентября. Демоверсия для ПК была выпущена 28 сентября. Дата выхода игры на ПК в США первоначально была запланирована на 30 октября, но была перенесена на 19 ноября.

## Оценки и мнения
| Сводный рейтинг       | Сводный рейтинг | Сводный рейтинг | Сводный рейтинг | Сводный рейтинг |
| Издание               | Оценка          | Оценка          | Оценка          | Оценка          |
| Издание               | PC              | PS3             | PSP             | Xbox 360        |
| --------------------- | --------------- | --------------- | --------------- | --------------- |
| GameRankings          | N/A             | 76,19 %         | 74,00 %         | 77,12 %         |
| Metacritic            | 74/100          | 75/100          | N/A             | 77/100          |
| Иноязычные издания    |                 |                 |                 |                 |
| Издание               | Оценка          | Оценка          | Оценка          | Оценка          |
| Издание               | PC              | PS3             | PSP             | Xbox 360        |
| GameSpot              | N/A             | 7,5/10          | 6/10            | N/A             |
| IGN                   | N/A             | 8/10            | 7,8/10          | N/A             |
| Русскоязычные издания |                 |                 |                 |                 |
| Издание               | Оценка          | Оценка          | Оценка          | Оценка          |
| Издание               | PC              | PS3             | PSP             | Xbox 360        |
| StopGame.ru           | Проходняк       | N/A             | N/A             | N/A             |
| «Страна игр»          | N/A             | 8/10            | N/A             | N/A             |

Игра получила смешанные отзывы после выхода.

### Российская пресса
Редакция StopGame.ru раскритиковала игру, назвав её «эффектной снаружи и совершенно пустой внутри забавой на один-два вечера» и посоветовав фанатам лучше поиграть в игры серии Colin McRae Rally. Редакция журнала «Страна игр», напротив, похвалила игру и выставила ей 8 баллов из 10, отметив, что разработчикам игры удалось сохранить дух прошлых игр серии.